# اچ‌ای‌تی-پی-۵
اچ‌ای‌تی-پی-۵ یک ستاره است که در صورت فلکی شلیاق قرار دارد.